# بخش سوزمسکی
بخش سوزمسکی (به لاتین: Suzemsky District) یک منطقهٔ مسکونی در روسیه است که در استان بریانسک واقع شده‌است.